# Grüner Baum (Bayreuth)

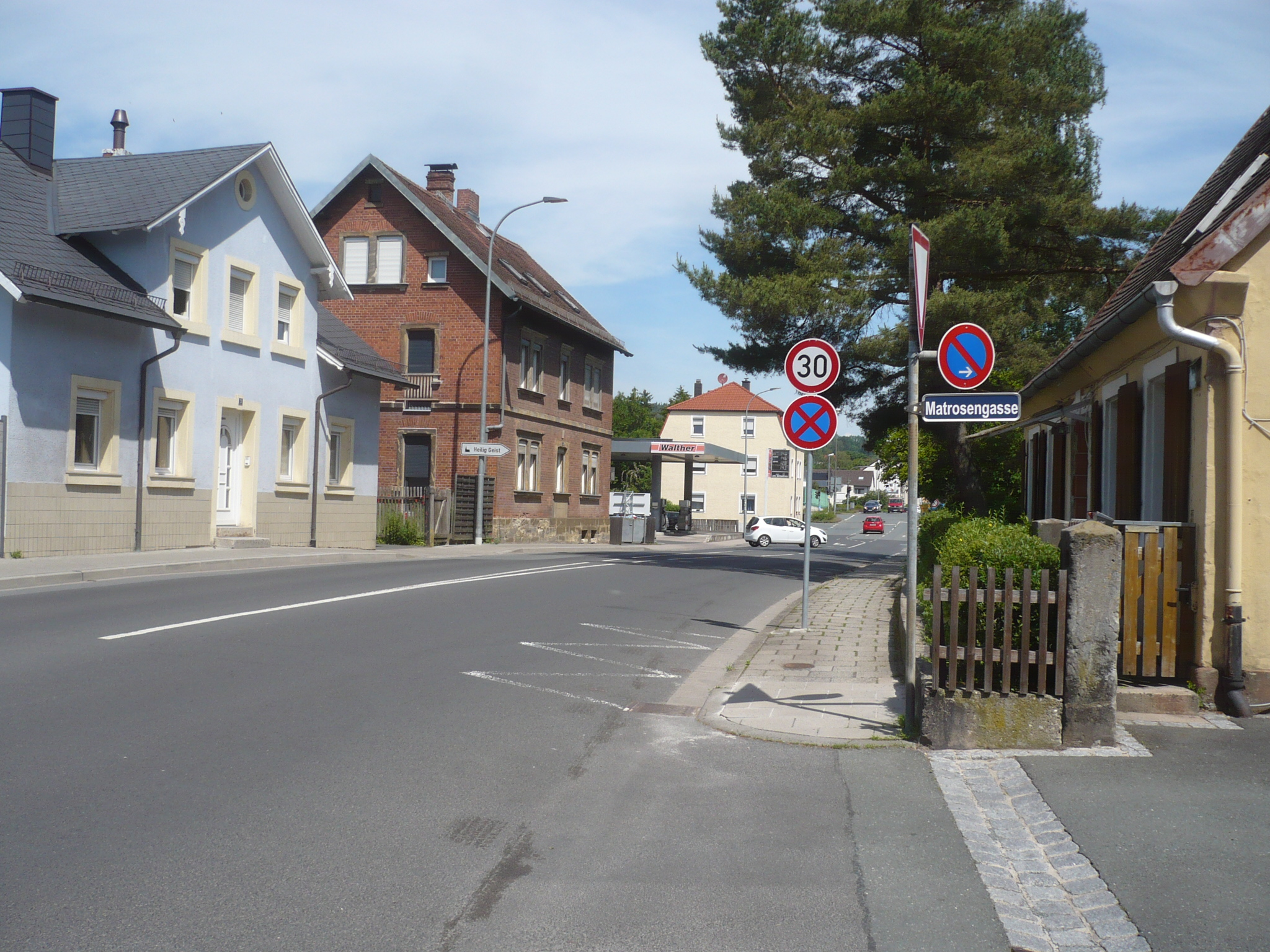
Straße Grüner Baum südlich der Bahntrasse – die Häuser links stehen auf dem ehemaligen Flurstück Grüner Baum

Grüner Baum ist ein Stadtteil im Norden von Bayreuth.

## Lage

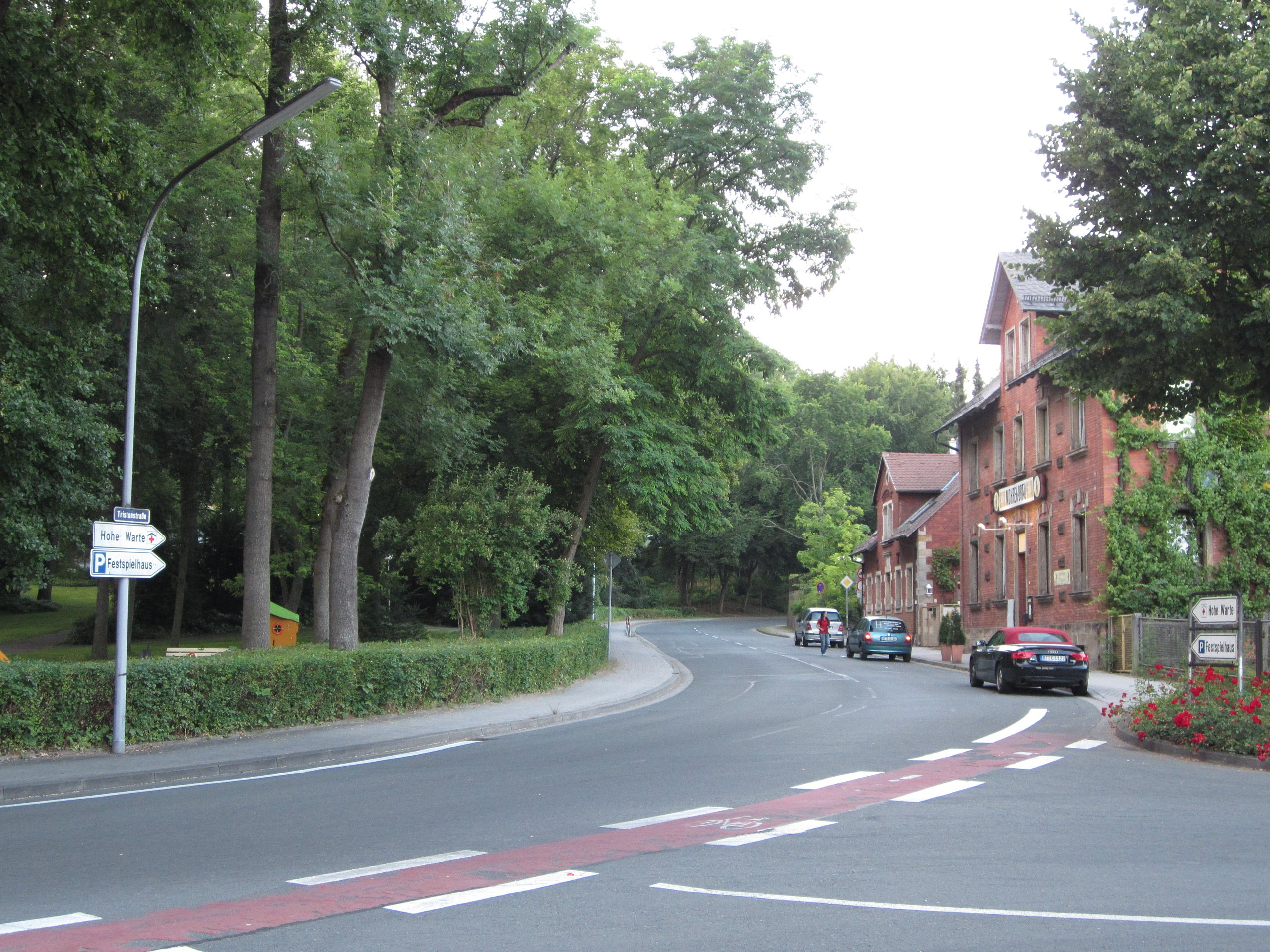
Bereich des ehemaligen Wirthsguts an der Tristanstraße

Der Grüne Baum liegt unterhalb der Hohen Wart, der höchsten Erhebung des Höhenzugs Hohe Warte. Im Norden grenzt das Viertel an das Quartier Schießhaus, im Nordosten an den Stadtteil Hussengut. Die südwestliche Grenze bildet heute weitgehend die 1853 eröffnete Bahnstrecke Bayreuth–Neuenmarkt-Wirsberg; westlich liegen die Gartenstadt und der Grüne Hügel mit dem Richard-Wagner-Festspielhaus und dem Festspielpark.

## Geschichte und Beschreibung

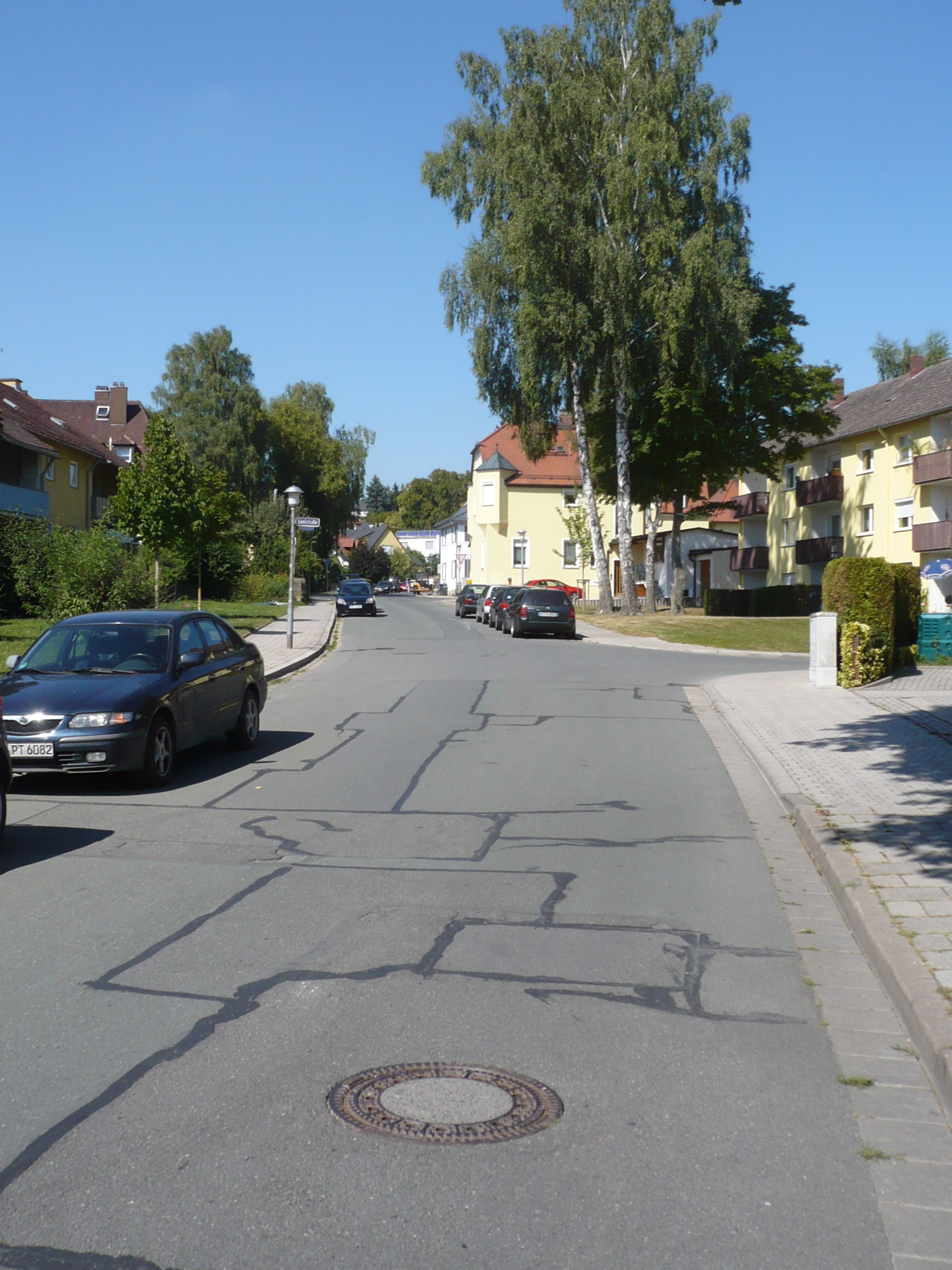
Mietwohnungskomplexe in der Wotanstraße

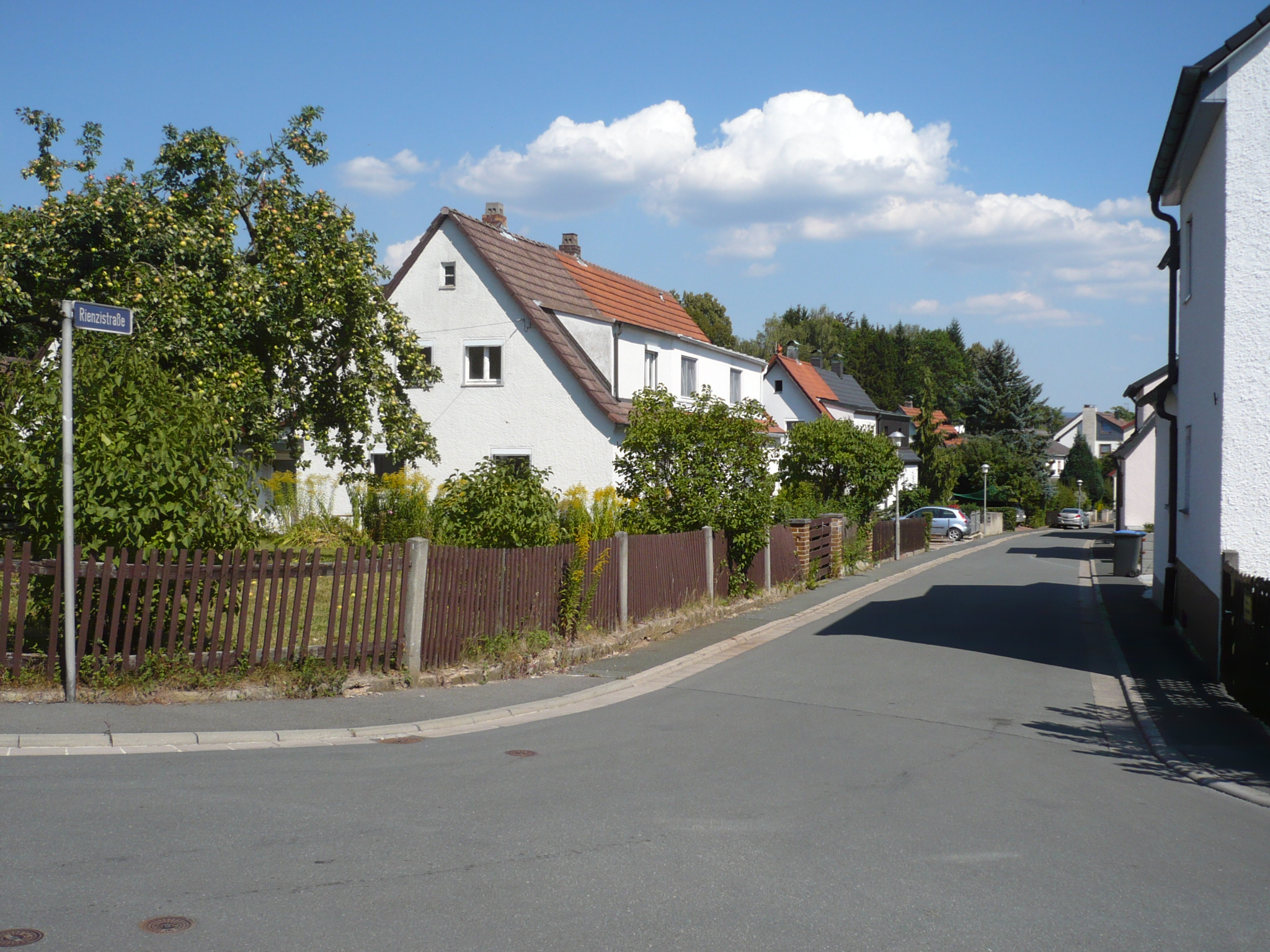
Rienzistraße in der ehemaligen „Stahlhelmsiedlung Grüner Baum“

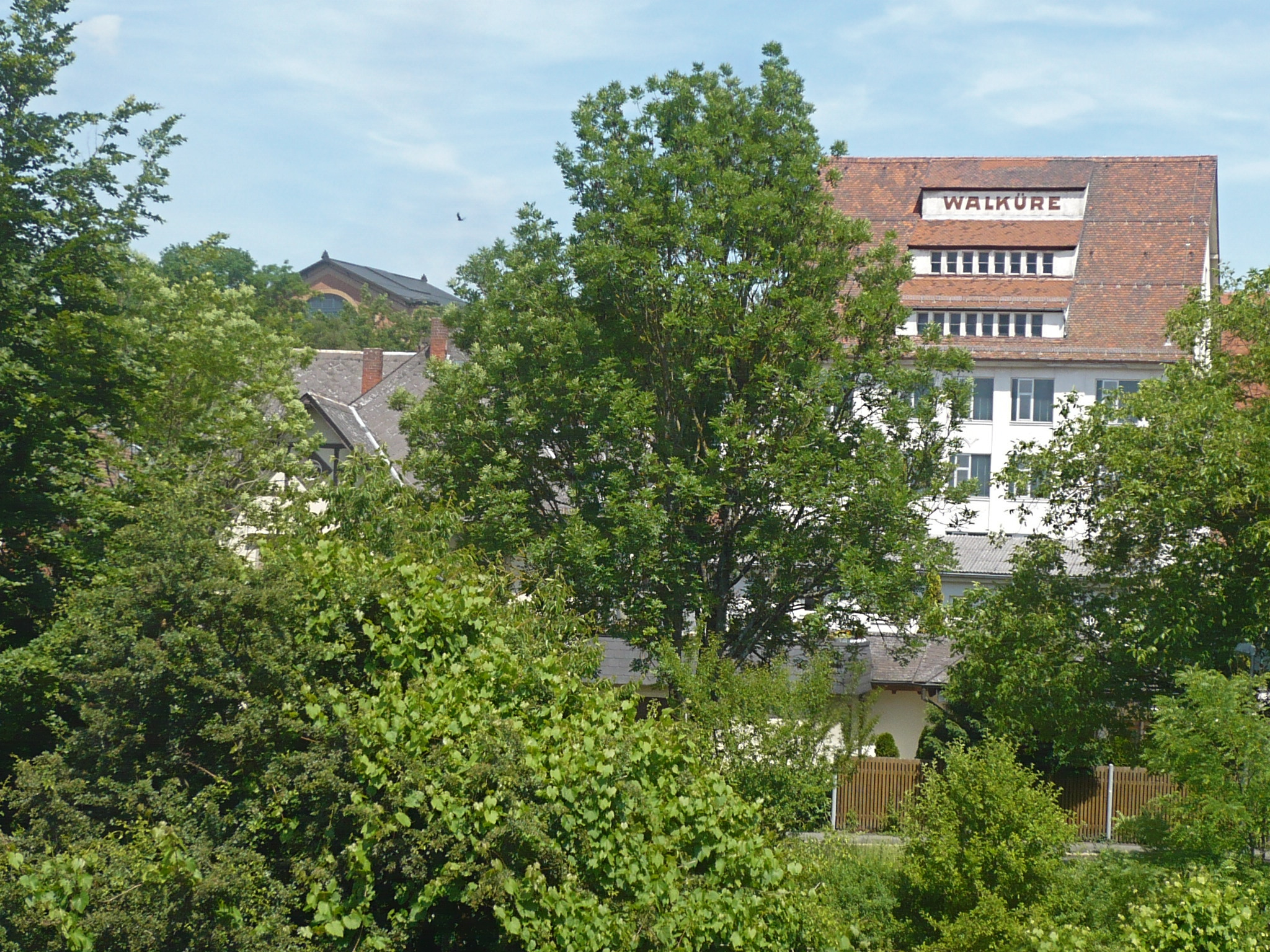
Porzellanfabrik Walküre, im Hintergrund das Richard-Wagner-Festspielhaus

Das Siedlungswachstum der Stadt nach Norden hin war bis ins 19. Jahrhundert kaum ausgeprägt. Es reichte nur wenig über den Hauptbahnhof hinaus.
Eine Einöde Grüner Baum wurde im Zuge der Einrichtung der Pfarrei Sankt Georgen um 1712 erwähnt. Ein Kupferstich des Kartografen Johann Adam Riediger aus dem Jahr 1747 zeigt neben der damals selbstständigen Stadt Sankt Georgen mehrere Häuser, die Riediger als „les Maisons à l’arbre verde“ kennzeichnete. Der Plan der Stadt Bayreuth und ihrer umliegenden Gegend von 1795 zeigt einen Weiler und zwei Einzelhöfe namens Grünebaum. Auf Karten aus der Zeit um 1850 sind ein Weiler Grünbaum und westlich davon die Flurstücke Grüner Baum (südlich der heutigen Bahngleise) und Am Grünen-Baum verzeichnet.
Bis ins 20. Jahrhundert war die Südabdachung der Hohen Wart landwirtschaftlich geprägt. In Einödlage auf Bayreuther Gebiet lagen die Bauernhöfe Wirthsgut, Betzingersgut und Münchsgut. Von diesen Höfen sind kaum noch Spuren vorhanden. Südlich der Bahntrasse an der Straße Grüner Baum und im südöstlichsten Bereich an der Tristanstraße sowie mit der Porzellanfabrik Walküre an der Gravenreutherstraße ist eine ältere städtische Bebauung vorhanden. Der Rest des Stadtteils entstand in seinen Anfängen nach 1930 und überwiegend erst nach dem Zweiten Weltkrieg.
Im Jahr 1934 wurde nördlich des Betzingersguts die „Stahlhelmsiedlung Grüner Baum“ angelegt. Bereits 1932 hatte der örtliche Stahlhelm, eine Veteranenorganisation des Ersten Weltkriegs, den Stadtrat um ein Aufgabenfeld für einen freiwilligen Arbeitsdienst gebeten. Daraufhin wurde ihm die Vorbereitung für eine Wohnbebauung rund um die Schieferleinsche Lehmgrube übertragen. Für deren Füllung wurde ihr Abraum sowie später der Erdaushub des ab 1938 im Bau befindlichen Winifred-Wagner-Krankenhauses verwendet.
Die Stahlhelmsiedlung war vorwiegend für Arbeiterfamilien ausgelegt. Damit diese sich weitgehend selbst versorgen konnten, waren die Grundstücke verhältnismäßig groß gehalten. Im Bereich der vormaligen Lehmgrube entstanden 36 Bauplätze mit je 600 m² Grundfläche. Auf ihnen wurden 18 eingeschossige Doppelhäuser mit Satteldach errichtet. Die Doppelhaushälften wiesen Wohnflächen von 40 bis 50 m² und zum Garten hin ausgerichtete Wirtschaftsräume, die auch für die Kleintierhaltung genutzt werden konnten, auf. Des Weiteren wurden Grundstücke für vier Einzelhäuser mit rund 60 bis 80 m² Wohnfläche ausgewiesen. Diese erhielten jeweils Vollgeschosse und Walmdächer. Zehn weitere Wohnhäuser sollten an der Tannhäuser- und der Lohengrinstraße errichtet werden.
Bereits 1932 wurden erste Grundstücke an zukünftige Bewohner vergeben. Im Unterschied zu anderen Siedlungen aus jener Zeit erhielten die Bewohner der Stahlhelmsiedlung die Möglichkeit, sich bis 1945 für 2,50 Reichsmark pro Quadratmeter aus dem Erbpachtrecht der Stadt Bayreuth freizukaufen. Nach dem Zweiten Weltkrieg wurden die Häuser meist erweitert; Dachgeschosse wurden zu Wohnzwecken ausgebaut und Garagen hinzugefügt. Die Gärten, ursprünglich ausschließlich als Nutzgärten vorgesehen, haben diese Funktion weitgehend verloren.
Die Tannhäuserstraße trennt den nördlichen Eigenheimbereich von südlich anschließenden Mietwohnungskomplexen. Diese entstanden in den späteren 1950er und frühen 1960er Jahren.

## Infrastruktur
Einziger größerer Industriebetrieb im Grünen Baum war die Porzellanfabrik Walküre an dessen südwestlichster Spitze. Das unweit des Richard-Wagner-Festspielhauses im Jahr 1899 gegründete Unternehmen wurde wegen seiner Emissionen gelegentlich als Ärgernis empfunden. Um 1904 hatte das Werk drei Rundöfen. Ende 2019 endete nach einer Insolvenz der Betrieb in Bayreuth; die Friesland Porzellanfabrik in Varel erwarb aus der Konkursmasse die Marke und die Rechte an mehreren Produktserien.
Siegmund Paul Meyer, der sozial eingestellte Gründer der Porzellanfabrik, stellte seinen Arbeitern 1910 einen Teil des Werksgeländes für „schrebergärtnerische Aktivitäten“ zur Verfügung. Die „Porzeliner“ wurden damit zu Pionieren der Bayreuther Kleingärtner.

## Verkehr

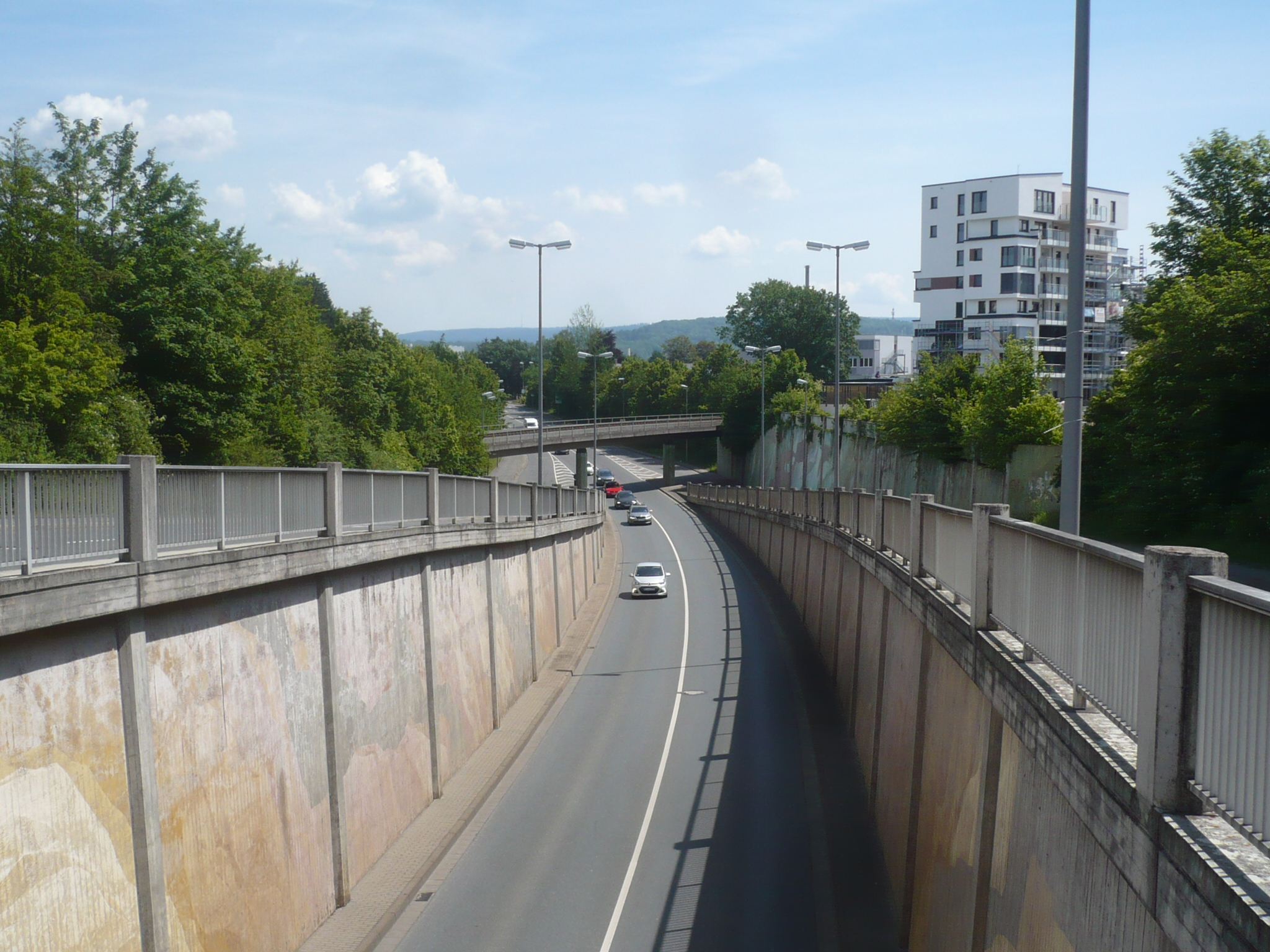
Hofer Straße

Die Straße Grüner Baum als Hauptstraße zum Krankenhaus Hohe Warte und weiter nach Euben beginnt an der Kreuzung mit der Bernecker Straße und der Markgrafenallee am Rand des Stadtteils Sankt Georgen. Nach der Überquerung der Hofer Straße und der Eisenbahntrasse trennt sie das Viertel in einen westlichen und einen östlichen Teil. Letzterer umfasst den Bereich zwischen der Furtwängler- und der Stolzingstraße bis zum Wundersgut.
In West-Ost-Richtung verlaufen die Tannhäuserstraße und die Gravenreutherstraße als Hauptachsen. Die Hofer Straße, die der Bahntrasse auf deren Südseite folgt, unterquert die Straße Grüner Baum und hat in deren Höhe eine Anschlussstelle.
Der Öffentliche Personennahverkehr wird durch die Stadtbuslinie 305 und die Nachtbuslinie 321 sichergestellt, die die Zentrale Omnibushaltestelle (ZOH) im Zentrum mit dem Krankenhaus Hohe Warte verbinden.